# Olethrius subnitidus
Olethrius subnitidus är en skalbaggsart som beskrevs av Aurivillius 1928. Olethrius subnitidus ingår i släktet Olethrius och familjen långhorningar.
Artens utbredningsområde är Samoa. Inga underarter finns listade i Catalogue of Life.